# Kustja
Kustja is een plaats in de Estlandse gemeente Saue vald, provincie Harjumaa. De plaats heeft de status van dorp (Estisch: küla).
Kustja hoorde tot in oktober 2017 bij de gemeente Kernu. In die maand werd Kernu bij de gemeente Saue vald gevoegd.

## Bevolking
Het dorp had 36 inwoners op 31 december 2011 en 22 inwoners op 31 december 2021.